# Mikroklima
Mikroklima je podnebje zelo majhnih območij na Zemlji in je običajno najbolj izrazito oblikovana na homogenem aktivnem površju. Aktivno površje je ta del površja pokrajine, na katerem prihaja k odboju sončnega sevanja - hkrati poteka spreminjanje kratkovalovnega sevanja Sonca v dolgovalovno toplotno sevanje. Primer aktivnega površja so npr. gola tla, vodna površina, gozd, mikrooblike georeliefa itd. Aktivno površje je glavni klimatotvorni faktor mikroklime. 

Ni nujno, da se mikroklima ustvari v pokrajini, njen obstoj pa je odvisen od značaja makrovremena. Primeren tip makrovremena za razvoj mikroklime je radiacijski tip vremena (avtohtono vreme), ko je oblačnost manjša od 1/5, hitrost vetra nižja od 2 m.s−1 in se pojavlja velika dnevna amplituda temperature zraka. Obratno pa advekcijsko vreme (alohtono) zakriva vplive aktivnega površja.

## Podtipi mikroklime
- Endoklima je termin, ki se uporablja za klimo zaprtih prostorov - rudniški prostor, tovarniški prostor, stanovanje, razred, hlev, ...
- Kriptoklima je termin, ki se uporablja za klimo podzemnih jam.

Včasih se izraza izenačujeta.

## Prostorska razsežnost
| Horizontalna dimenzija | Vertikalna dimenzija | Primer zračnega vrtinca | Primer klime   |
| ---------------------- | -------------------- | ----------------------- | -------------- |
| 10−2-102 m             | 10−1-101 m           | prašni vrtinec          | klima travnika |

Nekateri postavljajo zgornjo mejo mikroklime v višini 2 m nad aktivnim površjem.

## Izmenjava in prenos toplotne energije
Z vidika karakterja procesa izmenjave in prenosa toplotne energije se lahko plasti atmosfere, ki se neposredno stika z aktivnim površjem, razdeli v tri plasti.

Tesno ob aktivnem površju prenos energije poteka molekularno, sledi plast konvekcijskega prenosa toplotne energije, najvišje pa leži turbulentna plast, ki je obenem tudi prehod k višjim plastem atmosfere same.